# سیارک ۱۲۲۹۱
سیارک ۱۲۲۹۱ (به انگلیسی: 12291 Gohnaumann، نامگذاری:1991LJ2) دوازده هزار و دویست و نود و یکمین سیارک کشف شده‌است که در ۶ ژوئن ۱۹۹۱ کشف شد.
قدر مطلق سیارک برابر ۴۲.۶ است.